# Kupšinci
Kupšinci (madžarsko Murahalmos, prekmursko Kipšinci, nemško Küpschintzen) so naselje v Občini Murska Sobota. Ta obcestna vas z gručastim jedrom leži na Ravenskem, v skrajnem zahodnem delu urbaniziranega nadaljevanja Murske Sobote. Obdaja jo obdelovana odprta ravnina, ki jo pretrgajo manjši logi ob reki Ledavi. Sredi vasi stoji stara šola, ki je bila zgrajena leta 1887 in je delovala do svojega zaprtja leta 1968. V vasi so aktivna Prostovoljno gasilsko društvo Kupšinci, Kulturno - turistično društvo in Športno društvo Kupšinci.